# Pourouma mollis
Pourouma mollis là loài thực vật có hoa trong họ Tầm ma. Loài này được Trécul miêu tả khoa học đầu tiên năm 1847.